# Rote Zone (Westwall)
Rote Zone hieß im Zweiten Weltkrieg das 400 km lange und etwa 10 km breite Freimachungsgebiet entlang der deutsch-französischen Grenze im Vorfeld und zwischen den Wehranlagen des Westwalls. Die Bewohner dieses Bereichs, etwa eine Million Menschen, wurden zwischen 1939 und 1945 teilweise mehrfach in das Innere des Deutschen Reiches evakuiert. Im Zuge dieser Maßnahme mussten die Bewohner ihren Besitz aufgeben und zurücklassen.

## Vorgeschichte
Bereits während der Sudetenkrise im September 1938 bestand die Gefahr eines Kriegs zwischen Deutschland und Frankreich. Privatpersonen verließen aus eigener Initiative das im Kriegsfall bedrohte Grenzgebiet. Die Parteiführung bezeichnete die Leute als „Sudetengauner“ und „Kofferpatrioten“, dennoch begann sie zur selben Zeit mit Planungen für eine Evakuierung der Bevölkerung im Grenzgebiet im Falle eines Kriegs. Das betreffende Gebiet erhielt die Bezeichnung „Rote Zone“ und umfasste von Basel im Süden bis Aachen im Norden eine etwa 400 km lange und 10 km breite Fläche, die neben ländlichen Regionen ebenso dicht besiedelte Gebiete wie Karlsruhe, Saarbrücken, Saarlautern und Trier umfasste. Im vorgesehenen Evakuierungsgebiet lebte etwa eine Million Menschen.
Die Evakuierung der Bevölkerung sollte mit Bussen, Lastkraftwagen, Privatfahrzeugen und Fuhrwerken über Nebenstraßen erfolgen, um die Transportmittel vor gegnerischem Zugriff zu bewahren und um die Menschenströme zu kanalisieren, indem Eisenbahn und Hauptstraßen für den zeitgleich zu erwartenden militärischen Vormarsch in gegenläufiger Richtung genutzt werden konnten. Die Planungen blieben geheim und waren lediglich einem eingeschränkten Personenkreis bekannt. Die offizielle Bekanntgabe der Pläne behielt sich Hitler selbst vor. Vom 13. Mai bis zum 19. Mai 1939 bereiste er die Westgrenze und ließ sich über den Stand des Westwallbaues und die Evakuierungsmaßnahmen unterrichten. Für das Anlaufen der einzelnen Freimachungsphasen wurden Kennwörter vergeben:
| Kennwort      | Bedeutung                                                                              |
| ------------- | -------------------------------------------------------------------------------------- |
| Adventskranz  | Vorbereitung zur Rückführung der Bevölkerung                                           |
| Beleuchtung   | Einweisung der Marschblock- und Marschgruppenführer und der Bevölkerung                |
| Drehbank      | Beginn der Vorbereitungen zur Unterbringung und Verpflegung der Rückgeführten          |
| Möbelwagen    | Rückführung von Sachwerten der Behörden und der Wirtschaft                             |
| Frühlingsfest | Freimachung von Einrichtungen wie Krankenhäusern, Pflegeanstalten, Gefangenenanstalten |
| Geduldspiel   | Rückführung Nichtmarschfähiger mit der Bahn                                            |
| Vorgarten     | Freimachung der Roten Zone                                                             |
| Hinterhaus    | Freimachung der Grünen Zone                                                            |

## Rückführung 1939
Zwei Tage vor Beginn des Zweiten Weltkriegs wurden die Codeworte „Adventskranz“ und „Beleuchtung“ durchgegeben. In den nächsten Tagen folgten die weiteren Phasen der Räumung in kurzen zeitlichen Abständen aufeinander, zuletzt am 3. September 1939 „Vorgarten“ und „Hinterhaus“. Die Phase „Hinterhaus“ umfasste die als „Grüne Zone“ im Rückraum des Westwalls bezeichnete Region und wurde letztendlich nicht ausgeführt. Nicht Marschfähige und Mütter mit Kindern unter 14 Jahren wurden mit Omnibussen befördert; in den Dörfern wurden Marschkolonnen und Trecks mit Fuhrwerken zusammengestellt, die sich auf festgelegten Routen in das Landesinnere in Marsch setzten. 30 kg Gepäck durften mitgenommen werden, Häuser mussten unverschlossen zurückgelassen werden, Viehbestände mussten komplett zurückgelassen werden. Dies bewirkte, dass viele Bewohner ihren Besitz aufgeben mussten und verloren.
Die Betroffenen wurden in Auffanggebiete im Inneren des Deutschen Reiches verbracht und dort in Räume einquartiert, die ihnen von Einheimischen zur Verfügung gestellt worden waren. Nach einer Konsolidierungsphase, bei der sich auseinandergerissene Familien über die Zentralkartei der Evakuierten wieder zusammenfanden und Quartiere gewechselt wurden, lebten sich die Betroffenen in den Auffangquartieren notdürftig ein. Nicht nur Privatpersonen waren von der Evakuierung betroffen. Ganze Unternehmen wurden mit ihren Fertigungsstätten nebst Belegschaft verlegt. Gleiches galt auch für Krankenhäuser und Verwaltungseinrichtungen. Im Westen wurden unterdessen entlang der Grenze Kirchtürme, Sendeanlagen und Aussichtstürme gesprengt und selbst der Menhir Gollenstein niedergelegt, um dem französischen Militär keine Landmarken als Orientierungspunkte zu belassen, dazu wurden Brücken vermint und gesprengt, um den Vormarsch aufzuhalten. Die französische Armee drang im September 1939 über die Grenze in das geräumte Gebiet vor (Saar-Offensive). Es kam zu Gefechten, bei denen mehrere Ortschaften zerstört wurden. Betroffen war insbesondere der Abschnitt zwischen Saarbrücken und dem Pfälzerwald, wo der Schwerpunkt der Offensive lag. Während des folgenden Sitzkrieges 1939/40 unterblieb eine Großoffensive auf beiden Seiten. Durch den Westfeldzug wurde Frankreich im Mai und Juni 1940 besiegt und besetzt, wobei der Hauptvorstoß die Maginot-Linie umging und stattdessen die neutralen Benelux-Länder zum Kampfgebiet machte. Drei Tage nach der Unterzeichnung des Waffenstillstands von Compiègne verfügte Hitler in einem Erlass, dass der Rücktransport der Bevölkerung durch die gleichen Instanzen übernommen werden sollte, die 1939 den Abtransport organisiert hatten, z. B. die Nationalsozialistische Volkswohlfahrt (NSV).

## Wiederbesiedlung 1940
Um eine ungeordnete und überstürzte Rückkehr der Bevölkerung zu vermeiden, durfte die Rückkehr nur mit einem Heimkehrerschein erfolgen. Zunächst räumte die Wehrmacht seit der zweiten Junihälfte 1940 die Minengürtel und den Westwall. Anschließend reparierten Vorkommandos Schäden an den Versorgungsleitungen und brachten die Lebensmittel-, Wasser- und Energieversorgung in Gang. Zuletzt misteten die Hitlerjugend und der Bund Deutscher Mädel diejenigen Häuser aus, die nach fast einem Jahr Leerstand und vielfacher Plünderung durch die Soldaten verwahrlost waren. Die Personen- und Gepäckbeförderung erfolgte gegen Vorzeigen des Heimkehrerausweises kostenlos; die Kosten übernahm das Reich. Der größte Teil der Bevölkerung kehrte in der zweiten Julihälfte und im August 1940 wieder in die Heimat zurück. Zur Belebung der Wirtschaft diente eine Sonderkreditaktion, die „Reichswirtschaftshilfe für die Wiederingangsetzung der Wirtschaft in den ehemals freigemachten westlichen Grenzgebieten“. Zerstörungen und Gebäudeschäden in den geräumten Gebieten wurden amtlich erfasst und Entschädigungen ausgezahlt.
Schon bald nachdem die Kommission zur Schadensfeststellung ihre Tätigkeit aufgenommen hatte, kam der Gedanke auf, mit der Behebung der Kriegs- und Räumungsschäden zugleich eine Flurbereinigung und einen großzügigen Neuaufbau der am meisten zerstörten Dörfer einzuleiten. Die Wiederbesiedlung der betroffenen Orte wurde daher aufgeschoben, die Ortskerne durch Abriss zahlreicher nicht oder kaum beschädigter Gebäude aufgelockert. Die westpfälzische Kleinstadt Hornbach war davon besonders betroffen und verlor einen Großteil ihres Gebäudebestandes. Ein Neuaufbau durch französische Kriegsgefangene war vorgesehen, der sich durch Fachkräftemangel, Planungs- und Materialbeschaffungsschwierigkeiten während des Krieges verzögerte. Entgegen der ursprünglichen Planung wurde er schließlich völlig aufgegeben, als mit Fortdauer des Krieges andere Prioritäten gesetzt werden mussten.

## Freimachung 1944
Nach der Landung der Alliierten in der Normandie im Juni 1944 eroberten die Alliierten bis zum Spätjahr 1944 ganz Frankreich zurück, sodass die Hauptkampflinie sich erneut auf den Westwall zubewegte. In dieser Lage kam es wieder zu einer Evakuierung der Roten Zone, die weniger geordnet und weniger organisiert als 1939 ausfiel. Ein Teil der Bewohner weigerte sich dieses Mal, die Heimat erneut zu verlassen, während andere diejenigen Orte aufsuchten, in denen sie bereits 1939 gewesen waren. Teilweise kamen die Menschen im allgemeinen Chaos bei Bekannten, Verwandten und Fremden unter, um dort bis zum Kriegsende im Mai 1945 auszuharren. Zwischenzeitlich war durch Kriegsschäden die gesamte Infrastruktur im Deutschen Reich beschädigt oder zerstört.
Nach der Kapitulation des Deutschen Reiches am 7. und 8. Mai 1945 machten sich manche daher zu Fuß und mit Fahrrädern auf den Heimweg durch das Land in ihre zum Teil völlig zerstörten Wohnorte. Diejenigen, die mobilitätseingeschränkt waren, mussten bis zum Herbst 1945 warten, bis wieder Züge fuhren. Damit war der zweite wiederum etwa einjährige Leerstand der Gebäude und des gesamten geräumten Gebietes beendet.

## Niemandslandpolitik 1945
In den Wirren des Kriegsendes erließ die französische Führung am 6. beziehungsweise 7. Mai 1945 den sogenannten „Niemandslandbefehl“. Alle Orte, die weniger als fünf Kilometer von der Grenze entfernt lagen, sollten dauerhaft geräumt und zum Niemandsland werden. Damit wurden beispielsweise im Landkreis Bergzabern alleine acht der 16 schon zweimal geräumten Siedlungen zum dritten Mal geräumt und die Bevölkerung unter Zurücklassung ihres Eigentums vertrieben. Der Befehl wurde bald aufgehoben und die Bevölkerung durfte im Laufe des Juni und Juli 1945 dauerhaft in die Heimat zurückkehren.

## Notstandsgebiet
In der Nachkriegszeit wurde der Begriff „Rote Zone“ ausgeweitet. In Rheinland-Pfalz wurde das gesamte Notstandsgebiet damit bezeichnet, das die mehrfach geräumten grenznahen Landkreise und kreisfreien Städte umfasste, in denen durch Räumungen und Zerstörungen eine Wirtschaftstätigkeit kaum noch möglich war. Erst mit der Rückgliederung des Saarlandes war diese Phase abgeschlossen.

## Vergleichbare Maßnahmen in anderen Ländern
Die Wehrmacht, SS und Gestapo räumten im Herbst 1944 in der Aktion Waldfest in Frankreich beim „Schutzwall West“ (auch „Winterstellung“ oder „Vogesenstellung“) ein weites Gebiet westlich des Vogesenkamms. Die Bevölkerung wurde deportiert oder vertrieben, zahlreiche Ortschaften geplündert und zerstört (verbrannte Erde).
Vergleichbare Aktionen liefen bei Kriegsbeginn in Frankreich und im Vereinigten Königreich an: Auf französischer Seite der Grenze wurde 1939 die Bevölkerung aus dem Vorfeld der Maginot-Linie in das Innere Frankreichs evakuiert. Unter ihnen befanden sich 300.000 Elsässer, davon alleine 190.000 aus Straßburg, und 300.000 Lothringer. Im Vereinigten Königreich wurden 1,5 Millionen Kinder aus den Großstädten evakuiert, da deutsche Luftangriffe befürchtet wurden.